# Polegar (álbum de 1989)
Polegar é o álbum de estreia do grupo musical Polegar, lançado em 1989, pela gravadora Continental (atual Warner Music). A formação consistia de cinco integrantes, a saber: Alan Frank, Alex Gill, Ricardo Costa, Marcelo Souza e Rafael Ilha.
Obteve bom desempenho comercial e emplacou vários singles nas paradas musicais.

## Produção e lançamento
Após a seleção do grupo pelo apresentador Gugu Liberato, os integrantes passaram cerca de um ano tendo aulas de canto e dança e aprendendo a tocar os instrumentos (que o apresentador selecionou quem tocaria), bem como estudando a maneira de se portar diante das câmeras e dos futuros fãs.
As gravações começaram em maio de 1989, e a primeira música a ser gravada foi "Dá Pra Mim". Após seu término, o grupo partiu para os Estados Unidos onde gravou videoclipes promocionais para diversas canções.
Entre as faixas estão: "Dá Pra Mim", "Ando Falando Sozinho" e "Sou Como Sou", que foram lançadas como música de trabalho, e "Sou o Melhor" e "Sampa". Todas as citadas, respectivamente, são versões em português das canções: "Ámame Hasta con los Dientes", "Tú y Yo Somos lo Mismo", "Soy Como Soy", "Soy el Mejor" e "No Hay Marcha en Nueva York", do grupo musical mexicano,Timbiriche.
A faixa de número 4, intitulada "Filho Único", é uma composição dos cantores Roberto Carlos e Erasmo Carlos, e fez parte do álbum Banda dos Contentes (1976), de Erasmo.
A gravadora Continental fez o trabalho de divulgação nas rádios e em agosto de 1989, os integrantes apresentaram-se na TV para o lançamento oficial do projeto.

## Desempenho comercial
Obteve êxito no Brasil. Estreou na posição de #10 entre os discos mais vendidos da semana, na parada do Jornal do Brasil (auditada pela Nopem), sendo esse seu pico na lista. De acordo com a Nopem, o álbum foi o 28º mais vendido no Brasil em 1989.
Em menos de dois meses conseguiu vender mais de 100 mil cópias, sendo reconhecido com um disco de ouro. No total, foram vendidos mais de 500 mil cópias no Brasil, o que rendeu um disco duplo de platina.

## Lista de faixas
- Créditos adaptados do encarte do LP Polegar, de 1989.[14]

| N.º            | Título                                             | Compositor(es)                 | Duração |  |
| 1.             | "Dá Pra Mim" (Ámame Hasta Con Los Dientes)         | Memo Méndez Guiu Edgard Poças  | 3:29    |  |
| 2.             | "Ando Falando Sozinho" (Tú y Yo Somos Uno Mismo)   | Marco Flores Poças             | 4:01    |  |
| 3.             | "O Cara"                                           | Fernando Adour Eduardo Carriço | 3:47    |  |
| 4.             | "Filho Único"                                      | Erasmo Carlos Roberto Carlos   | 3:23    |  |
| 5.             | "Vô Rock"                                          | Paul Mounsey Poças             | 3:11    |  |
| 6.             | "Sou Como Sou" (Soy Como Soy)                      | Flores Poças                   | 3:19    |  |
| 7.             | "Sou o Melhor" (Soy el Mejor)                      | Flores Gerardo Flores Poças    | 3:04    |  |
| 8.             | "Tijolinho"                                        | Wagner Benatti                 | 4:03    |  |
| 9.             | "Sampa" (No Hay Marcha en Nueva York)              | J.M. Cano                      | 3:26    |  |
| 10.            | "Dá Pra Mim (Ámame Hasta Con Los Dientes)" (Remix) | Méndez Guiu Poças              | 3:47    |  |
| Duração total: | Duração total:                                     | Duração total:                 | 34:10   |  |

## Tabelas
| Tabela musical (1989) | Melhor posição |
| --------------------- | -------------- |
| Brasil (Nopem)        | 10             |

| Tabela musical (1989) | Posição |
| --------------------- | ------- |
| Brasil (Nopem)        | 28      |

## Certificações e vendas
| Região | Certificação | Vendas  |
| ------ | ------------ | ------- |
| Brasil | 2× Platina   | 500,000 |